# Yug Ylimaf
Yug Ylimaf («Ыниффирг») — четвёртая серия одиннадцатого сезона мультсериала «Гриффины». Премьерный показ состоялся 11 ноября 2012 года на канале FOX.

## Сюжет
Брайан пытается «закадрить» девушек в местном баре, хвастаясь, что у него в доме есть машина времени (изобретателем которой является Стьюи). Во время очередной «экскурсии» Брайан подмечает, что счётчик машины времени сбит и об этом может узнать Стьюи. Девушка советует Брайану сломать счётчик и отмотать его назад. Брайан так и поступает, но машина вдруг начинает себя странно вести, в это время просыпается Стьюи, который спрашивает, что здесь происходит. Происходит взрыв, герои теряют сознание.
Очнувшись, Брайан и Стьюи не могут понять, что происходит вокруг: всё происходит задом наперёд. Стьюи предполагает, что Брайан изменил ход будущего, затронув счётчик машины времени, за что его упрекает. Поначалу всё кажется весьма забавным — так, например, очередная драка Питера с петухом в обратном направлении, история с рвотным корнем повторяются задом наперёд. Однако вскоре Стьюи замечает, что обратный ход времени сильно ускорился: Бонни все ещё беременна, а Кливленд живёт напротив. В какой-то момент у Стьюи зубы врезаются обратно и он понимает, что совсем скоро может «родиться наоборот». Не успев провести должных расчётов, Лоис забирает малыша в роддом. Стьюи умоляет Брайана сделать хоть что-нибудь.
Брайан кидается в комнату Стьюи, не понимая, что надо сделать. Вдруг ему в голову приходит идея повторить свои действия наоборот — он проматывает счётчик в машине времени вперёд, происходит взрыв. Всё проходит удачно — время вновь поменяло своё направление.
Стьюи снова появляется на свет в родильном доме. Лоис хочет придумать имя малышу, Брайан подаёт отличную идею — Стьюи. Стьюи благодарит Брайана за то, что он спас ему жизнь. Также говорит о том, что навестил свою «берлогу в утробе Лоис» и играл там в пул.
Гриффины вместе выходят из родильного отделения. Питер спрашивает:
```
 
«- А он умный? Или...как я?

  
- Он совершенство...»
```

Все вместе отправляются домой.

## Рейтинги
- Во время премьеры в США эпизод посмотрело около 5.76 миллионов зрителей.
- Эпизод получил рейтинг 2.7 из 6.[1]

## Критика
Специалисты из A.V. Club дали эпизоду оценку C, заявив, что эпизод «хорош, но немного ограничен по сюжету».